# Єльтайський сільський округ (Каратальський район)
Єльта́йський сільський округ (каз. Елтай ауылдық округі, рос. Ельтайский сельский округ) — адміністративна одиниця у складі Каратальського району Жетисуської області Казахстану. Адміністративний центр — село Каражиде.
Населення — 1231 особа (2021; 1262 у 2009, 1551 у 1999, 2148 у 1989).
Станом на 1989 рік існувала Єльтайська сільська рада (села Єльтай, Сарибулак, Ушмула, селище Новостройка).

## Склад
До складу округу входять такі населені пункти:
| Населений пункт     | Населення, осіб (1989) | Населення, осіб (1999) | Населення, осіб (2009) | Населення, осіб (2021) |
| ------------------- | ---------------------- | ---------------------- | ---------------------- | ---------------------- |
| Каражиде, село      | 1678                   | 1285                   | 969                    | 939                    |
| Новостройка, селище | 58                     | -                      | -                      | -                      |
| Сарибулак, село     | 338                    | 266                    | 293                    | 292                    |
| Ушмула, село        | 74                     | -                      | -                      | -                      |